# Raorchestes dubois
Raorchestes dubois es una especie de anfibio anuro de la familia Rhacophoridae.

## Distribución geográfica
Esta especie es endémica del estado de Tamil Nadu en la India. Habita en el sur de Ghats occidentales, entre los 1900 y 2300 m sobre el nivel del mar en el distrito de Dindigul.

## Descripción
Pseudophilautus dubois mide de 19 a 21  mm para los machos y aproximadamente 25  mm para las hembras. La parte posterior es de color gris verdoso con plata y púrpura y gris oscuro Marca en forma de V gris oscuro.

## Etimología
Esta especie lleva el nombre en honor a Alain Dubois, herpetólogo francés.

## Publicación original
- Biju & Bossuyt, 2006: Two new species of Philautus (Anura, Ranidae, Rhacophorinae) from the Western Ghats, India. Amphibia-Reptilia, vol. 27, p. 1-9[4]